# Поминово (Белгородская область)
Поминово — село в Валуйском городском округе Белгородской области России.

## География
Село находится в юго-восточной части Белгородской области, в лесостепной зоне, в пределах юго-западной части Среднерусской возвышенности, на правом берегу реки Оскол, к западу от автодороги 14К-8, на расстоянии примерно 14 км (по прямой) к северо-западу от города Валуйки, административного центра округа. Абсолютная высота — 92 м над уровнем моря.

### Климат
Климат характеризуется как умеренно континентальный. Средняя температура января −7,4 °C, средняя температура июля +20,3 °C. Годовое количество осадков составляет около 500 мм. Среднегодовое направление ветра юго-западное.

### Часовой пояс
Село Поминово, как и вся Белгородская область, находится в часовой зоне МСК (московское время). Смещение применяемого времени относительно UTC составляет +3:00.

## Население
| 2002 | 2010 |
| ---- | ---- |
| 21   | ↗29  |

### Половой состав
По данным Всероссийской переписи населения 2010 года, в гендерной структуре населения мужчины составляли 44,8 %, женщины — соответственно 55,2 %.

### Национальный состав
Согласно результатам переписи 2002 года, в национальной структуре населения русские составляли 100 %.